# ぜんきよし
ぜん きよし（1953年5月15日 - ）は、日本の漫画家。兵庫県出身。

## 経歴
1976年「もじもじくん」（『週刊少年ジャンプ』）で漫画家デビュー。当時は善茂佐 清司（ぜんもさ きよし）名義だった。
デビューから4年後の1980年、「カリアゲポリちゃん」で第1回藤子不二雄賞佳作受賞。その後『月刊コロコロコミック』で「愛ラブ先生」を連載開始、再デビュー。1983年にギャグ漫画家に転向し『別冊コロコロコミック』で「バカレス怪人組」を連載しながら『月刊コロコロコミック』5月号より「あほ拳ジャッキー」を連載開始し、爆発的な人気を博す（1987年3月号まで連載、コミックス全7巻。月刊のみならず別冊、増刊にも登場した）。
第1回藤子不二雄賞の同期には、はちのやすひこ（藤子不二雄賞受賞）や田中道明らがいる。ちなみに当時ぜんは愛知県在住だった（その後上京）。

## 主な作品

### 連載
- 愛ラブ先生（月刊コロコロコミック）
- バカレス怪人組（別冊コロコロコミック）
- あほ拳ジャッキー（コロコロコミック。月刊、別冊、増刊と多岐にわたり展開）
- やっぱり!?クワタくん（小学館の学年別学習雑誌に連載）
- 爆笑!!野球ギャグまんが大行進（『小学三年生』『小学四年生』）大平かずおとの共著。単行本はてんとう虫コミックススペシャルから全2巻。
- どろろキョンちゃん（月刊わんぱっくコミック）

### スペシャル
- あほ拳ジャッキー対バカレス怪人組（コミックス第2巻に掲載、全4回）
- あほ拳キンタマン（月刊コロコロコミック1985年1月号。｢超人キンタマン｣（立石佳太作）と合作）